# Apple Design Award
Der Apple Design Award (ADA, deutsch etwa: Apple-Designpreis) ist eine Auszeichnung für innovative Soft- und Hardware für Apple Mac und das Mobiltelefon iPhone. Er wird jährlich von Apple in verschiedenen Kategorien – darunter beispielsweise besonders innovative Apps – auf der Worldwide Developers Conference an unabhängige Entwickler verliehen.
Die Auszeichnung gibt es seit 1998; in den ersten beiden Jahren noch unter dem Namen „Human Interface Design Excellence Award“. In Anspielung sowohl auf das Akronym HIDE als auch auf Heidi Roizen, damals als Vice President of World Wide Developer Relations bei Apple für das Verhältnis zu den Entwicklern zuständig, wurde der Preis in dieser Zeit auch „Heidi“ genannt (entsprechend zum Oscar).
Als Symbol des Preises erhalten die Preisträger einen Würfel mit einem Apple-Logo das leuchtet, wenn es berührt wird.